# Katedra Świętego Pawła w Liège
Katedra Świętego Pawła w Liège (fr. Cathédrale Saint-Paul de Liège) – główna świątynia diecezji Liége, w Belgii. Była budowana od XIII do XVI wieku w stylu gotyckim, wcześniejsze romańskie fragmenty pochodzą z X wieku. Mieści się przy ulicy Rue de l'Eveche, tzn. Biskupiej.